# Alternador

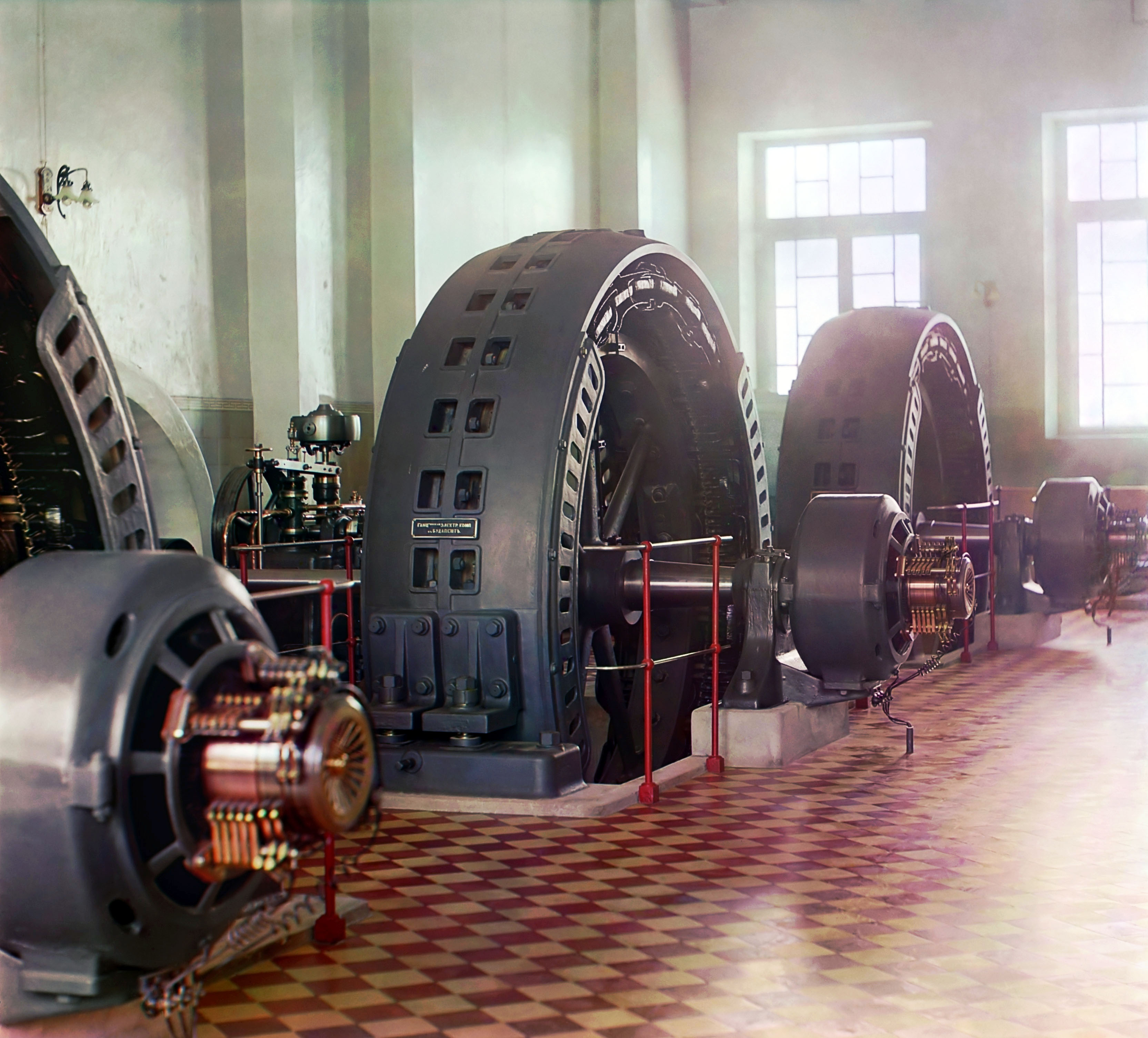
Alternadors de principis del fets a Budapest, Hongria, en una central hidroelèctrica a l'actual Turkmenistan (fotografia de Prokudin-Gorsky feta entre 1905 i 1915).

L'alternador és una màquina destinada a transformar l'energia mecànica en energia elèctrica, generant, mitjançant fenòmens d'inducció electromagnètica, un corrent altern.
Els alternadors es basen en la segona llei de l'electromagnetisme, també coneguda com la Llei de Faraday. Aquesta llei diu que un conductor elèctric sotmès a un camp magnètic variable crea una tensió induïda, la polaritat de la qual depèn del sentit del camp i el valor del flux que el travessa.

## Parts d'un alternador

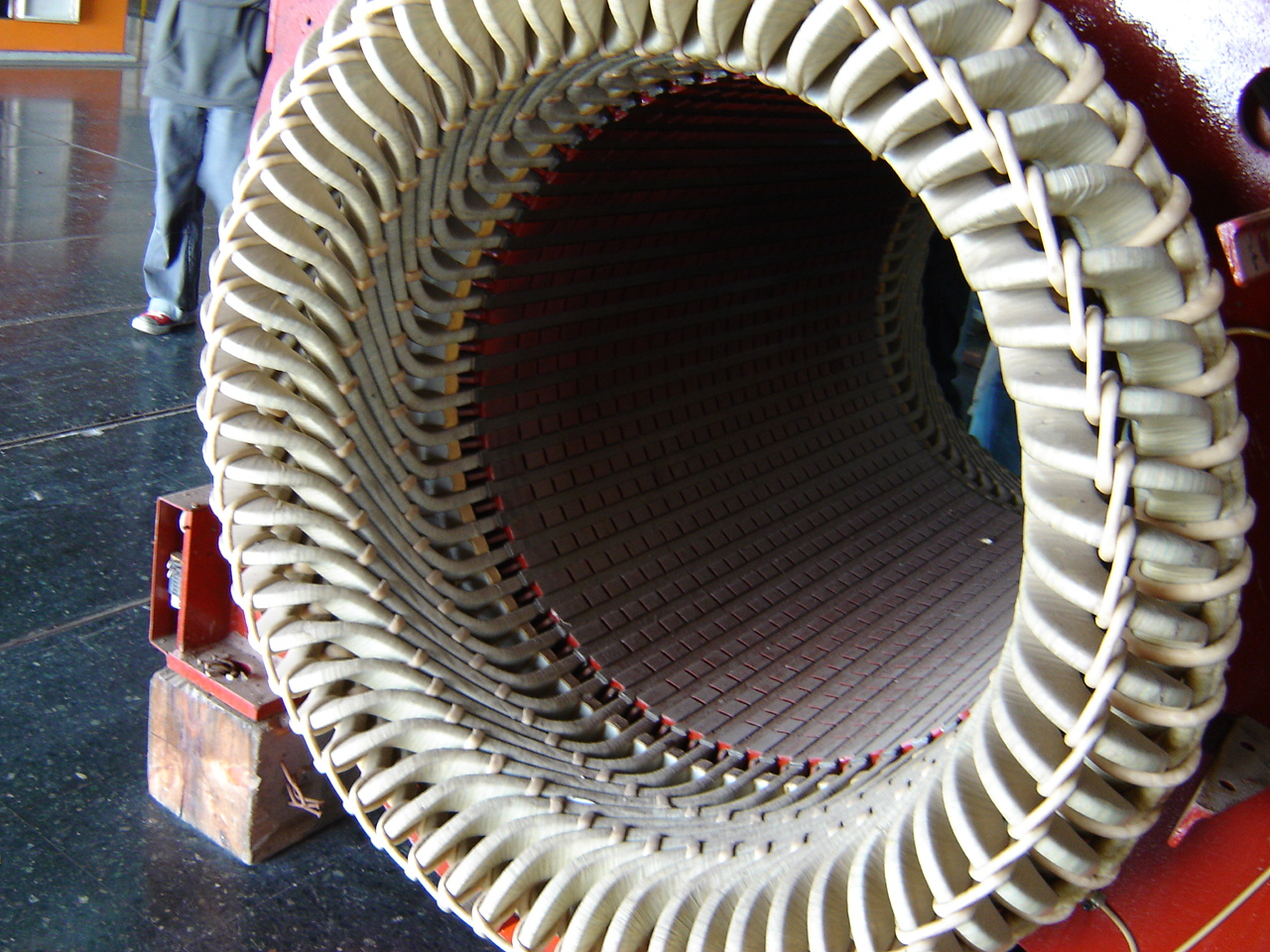
Estator alternador central tèrmica Sant Adrià de Besòs

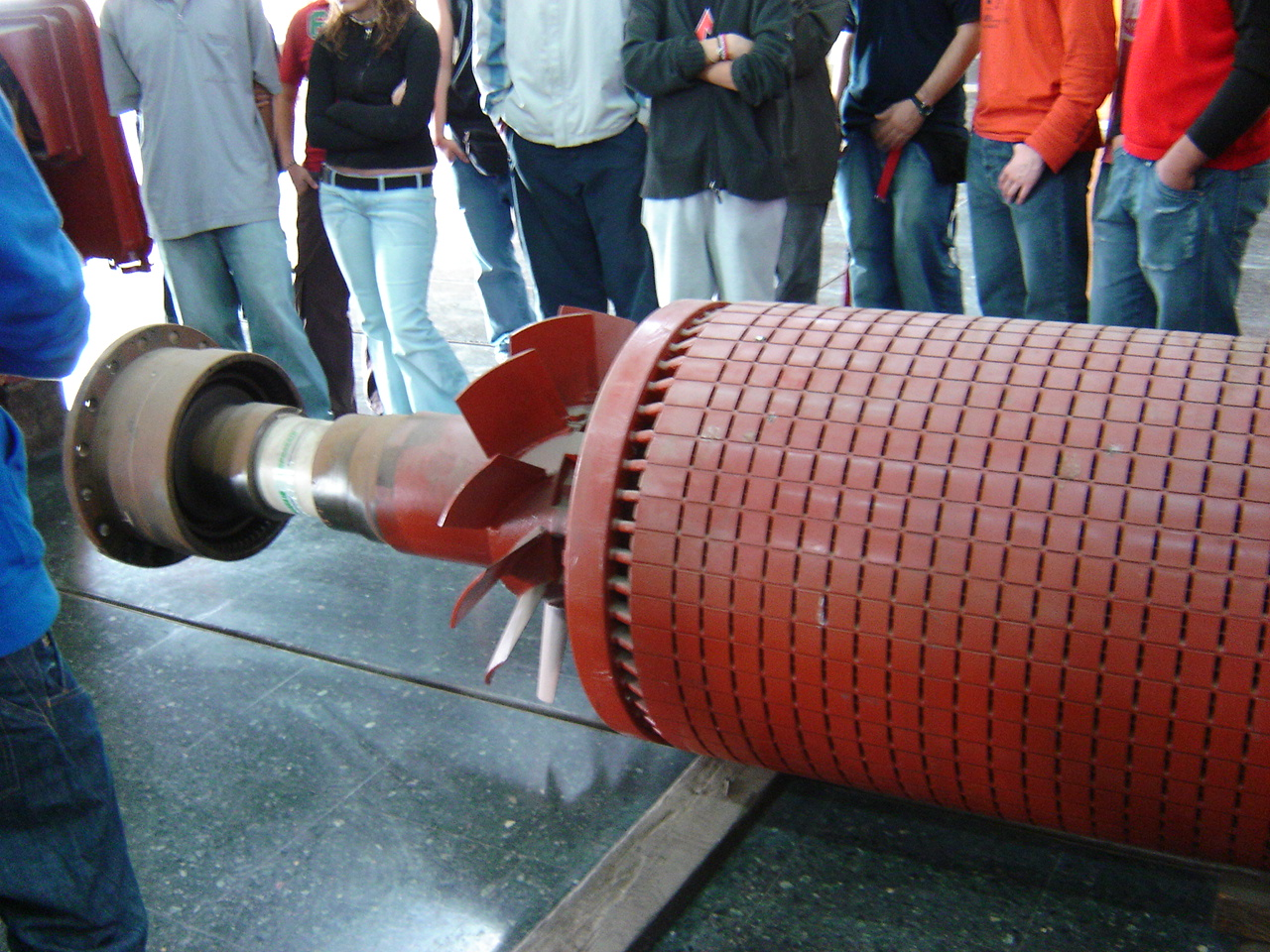
Rotor alternador central tèrmica Sant Adrià de Besòs

Un alternador està format de dues parts bàsiques: l'estator i el rotor. L'alternador és un tipus de màquina motora.
- L'estator està format per una carcassa metàl·lica en la qual reposen els diferents components que formen la màquina. En el seu interior s'hi troba el nucli de l'induït, format per un conjunt de planxes magnètiques en forma de corona i amb ranures longitudinals, on s'allotgen els conductors del debanat induït.

- El rotor està situat a l'interior de l'estator suportat per coixinets (per evitar al màxim la fricció i, en conseqüència, una reducció del rendiment mecànic). Conté el sistema inductor i els anells de fregament, solidaris a l'eix de la màquina, a través dels quals s'alimenta l'inductor.

Existeixen dos tipus de rotor depenent de la màquina motriu que l'arrossega: rotor de pols sortits o rotor de pols llisos.
- Rotor de pols sortits o roda polar: s'utilitza en alternadors multipolars accionats per turbines hidràuliques o motors tèrmics (màquines de velocitat lenta). A causa de l'enorme força centrífuga a què estan sotmesos, a la llanta de la roda s'hi han de fixar els pols inductors, molt ben subjectes. Aquests pols estan fets d'una sola peça a les màquines de poca potència o amb xapa magnètica apilada per a màquines de més potència.

- Rotor de pols llisos: s'utilitzen en màquines bipolars, tetrapolars i hexapolars (amb dues, tres i quatre parelles de pols respectivament) que giren a 3000, 1500 i 1000 rpm respectivament accionades, generalment, per turbines de vapor i gas que li donen el nom de turboalternadors. Els conductors de l'inductor es col·loquen en les ranures longitudinals mecanitzades al rotor.

Els alternadors necessiten una font de corrent continu per alimentar els electroimants que formen el sistema inductor, per això, a l'interior del rotor s'incorpora l'excitatriu, que és un generador de corrent continu (dinamo) que alimenta el sistema inductor.
En els alternadors més moderns, aquesta excitatriu ha sigut substituïda per un generador trifàsic rectificat amb semiconductors muntats a l'eix.

## Funcionament de l'alternador
Tal com s'ha explicat abans, l'alternador funciona segons la segona llei de l'electromagnetisme. Així, doncs, la variació del sentit i de la intensitat del camp magnètic induiran a les bobines una diferència de potencial que canvia de valor i de polaritat seguint el ritme del camp.
El flux magnètic (Φ) que passa a través de cada espira a les bobines que constitueixen l'induït tenen per valor el producte de la intensitat del camp magnètic (B), per la superfície de l'espira (s) i el cosinus de l'angle format en el pla que conté aquest i la direcció del camp magnètic (cos φ), raó per la qual el flux serà variable:
Cada cop que es produeix una variació del flux magnètic, també es produeix una variació en les espires d'una força electromotriu (f.e.m) (E) induïda, el valor de la qual és igual a la velocitat de variació del flux segons:
El signe negatiu davant d'E ve donat segons la Llei de Lenz, que diu que  el corrent induït s'oposa a la variació de flux que genera (raó per la qual també es parla de força contraelectromotriu en lloc de f.e.m.).
Si la força electromotriu induïda en una espira és igual a E, la força electromotriu total (Et) és igual a :
Essent n el nombre d'espires que constitueixen l'induït.
La freqüència del corrent altern que apareix entre els borns A-B s'obté multiplicant el nombre de voltes per segon de l'inductor pel nombre de parells de pols de l'induït.